# Metachrostis rufivaga
Metachrostis rufivaga là một loài bướm đêm trong họ Erebidae.